# Cvi Rener
Cvi Rener (hebrejsky צבי רנר‎; 1910 – 31. května 1990) byl izraelský politik a poslanec Knesetu za stranu Likud.

## Biografie
Narodil se v Haliči v tehdejším Rakousku-Uhersku (dnes Polsko). V roce 1933 přesídlil do dnešního Izraele. Vystudoval ješivu.

## Politická dráha
V mládí se zapojil do činnosti polské odbočky hnutí Všeobecní sionisté. Po přistěhování do dnešního Izraele se usídlil v kibucu Achva poblíž Rechovotu. Pracoval ve stavebnictví a pro samosprávu města Tel Aviv. Od roku 1969 zasedal v telavivské samosprávě. V roce 1980 se stal předsedou odborového svazu napojeného na Liberální stranu, v jejímž sekretariátu a vedení zasedal. Byl také stranickým pokladníkem.
V izraelském parlamentu zasedl po volbách v roce 1981, do nichž šel za Likud. Byl členem výboru finančního, výboru práce a sociálních věcí, výboru pro záležitosti vnitra a životního prostředí a předsedou podvýboru pro zdravotnické instituce. Ve volbách v roce 1984 nebyl zvolen.